# Maurice Beaubourg
Maurice Beaubourg (* 4. Dezember 1859 in Paris; † 17. August 1943 ebenda) war ein französischer Schriftsteller.  

## Leben
Maurice Lucien Jules Bessières (Pseudonym: Maurice Beaubourg) trat 1890 mit einem Erzählband hervor, zu dem Maurice Barrès ein Vorwort schrieb. 1894 wurden zwei seiner Theaterstücke im Théâtre de l’Œuvre aufgeführt. Bis 1927 veröffentlichte er Romane. Sein charakteristischer Unterton ist die klarsichtige und herablassende Ironie, mit der er in gewählter Sprache die Schattenseiten vornehmlich unterer Gesellschaftsschichten beschreibt.

## Werke (Auswahl)

### Romane und Erzählungen
- Contes pour les assassins. Perrin, Paris 1890. Tohubohu éditions, Paris 2018. (Vorwort von Maurice Barrès)
- Nouvelles passionnées. Édition de la «Revue blanche», Paris 1893.
- La Saison au Bois de Boulogne. Paris 1896. (Briefroman zwischen Zuhältern und Prostituierten)
- Les Joueurs de boules de Saint-Mandé. Paris 1899. (Briefroman)
- La Rue amoureuse. Mercure de France, Paris 1900.
- La Crise de Madame Dudragon. Paris 1903.
- Dieu ou pas Dieu ! Mercure de France, Paris 1906.
- M. Gretzili, professeur de philosophie. Ollendorff, Paris 1921.
- Madame Chicot. Éditions du Monde nouveau, Paris 1923.
- Le jeu de la «Madame malade». Paris 1926.
- Les Colloques des squares. Roussquiqui. Catherine de Médicis. Paris 1927.

### Theater
- L’image. P. Ollendorff, Paris 1894.
- La Vie muette. Tresse et Stock, Paris 1894.
- Les Menottes. Ollendorff, Paris 1897.